# Roberto Carboni (Bischof)

Wappen von Roberto Carboni als Erzbischof von Oristano

Roberto Carboni OFMConv (* 12. Oktober 1958 in Scano di Montiferro, Oristano, Italien) ist ein italienischer Ordensgeistlicher und römisch-katholischer Erzbischof von Oristano sowie Bischof von Ales-Terralba.

## Leben
Roberto Carboni trat der Ordensgemeinschaft der Minoriten bei und empfing am 29. September 1984 das Sakrament der Priesterweihe.
Am 10. Februar 2016 ernannte ihn Papst Franziskus zum Bischof von Ales-Terralba. Die Bischofsweihe spendete ihm der Erzbischof von Sassari, Paolo Mario Virgilio Atzei OFMConv, am 17. April desselben Jahres. Mitkonsekratoren waren der Bischof von Alghero-Bosa, Mauro Maria Morfino SDB, und sein Amtsvorgänger Giovanni Dettori.
Am 4. Mai 2019 ernannte ihn Papst Franziskus zum Erzbischof von Oristano. Die Amtseinführung erfolgte am 7. Juli desselben Jahres.
Am 3. Juli 2021 ernannte ihn Papst Franziskus zusätzlich erneut zum Bischof von Ales-Terralba unter gleichzeitiger Vereinigung des Bistums Ales-Terralba mit dem Erzbistum Oristano in persona episcopi. Die Amtseinführung im Bistum Ales-Terralba fand am 19. September desselben Jahres statt.